# 外国代理人登録法
外国代理人登録法（英: Foreign Agents Registration Act、FARA）は1938年に可決された米国の法律で、「政治的または準政治的権能を持つ」 外国勢力の利益を代表するエージェント（外国のエージェント）が、その外国政府との関係および活動内容や財政内容に関する情報を開示することを義務付けたものである。 その目的は、「米国政府とアメリカ国民によるそのような人物の発言と活動の評価」を容易にすることである。この法律は司法省の国家安全保障局 （NSD）のスパイ対策室（CES）のFARA登録ユニットによって管理されている。米国司法省は2007年の時点で、米国議会、ホワイトハウス、連邦政府には、100カ国以上を代表する約1,700人のロビイストがいると報告した。

## 歴史

### 1938年法
同法は、元々は国務省の管轄で、1942年に司法省に移行され、法が改正される1966年までは外国の権力のためのプロパガンダ活動家に焦点を当てていた。そして第二次世界大戦中に23の刑事事件で適用され、起訴不相当なものは、法務省により、関係の司法機関に書類送検されていた。

### 1966年改訂
1966年の法改正では、政府の意思決定に影響を与えることによって経済的または政治的な優位性を図ろうとする、外国勢力とそれに協力するエージェント（代理人）を強調するよう適用範囲が狭められた。この改正では、法律の焦点をプロパガンダ宣伝から政治的ロビー活動へとシフトさせ、そして「外国代理人」の意味も狭めた。その時から、組織（または個人）が外国の利益、命令、要求、または指示または管理の下で行動していることを米国政府が証明した場合にのみ、組織（または個人）はFARAデータベースに登録されることになった。
これは政府の立証責任を増大させるもので、1966年以来、FARA法に基づく刑事訴追は成功していない。しかし、法務省が個人や事業者に法律違反の可能性を警告することを可能にし、より自発的な遵守を促すものであるだけでなく、法律違反があった際、それを明確にするための民事による差し止めの救済策も加えられた。以来、多数の民事訴訟と行政決議が行われている。

### その後の修正
1995年に、「政治的プロパガンダ宣伝」という用語は第611条から削除された。  1995年のロビー活動開示法 （LDA - 2 USC§1601）は、議会によって管理されている同法に基づいて登録するロビー活動に従事している特定の代理人を外国代理人登録法から除外するものとなった。
2007年に司法省は、一般の人々が出願書類および最新の報告書を検索するためにオンラインデータベースを立ち上げ、オンライン検索が追加された （FARAクイック検索） 

## 範囲
本法は、以下の人々または組織に対し、すべての活動および財務についての定期的な開示を求めている。
- 以下の管理下にある人や組織 
  - 外国政府、または
  - 米国以外の組織または個人のもの（以下「勢力」 -"foreign principal"）
- それらが「命令、要求、または指示もしくは統制の下で」（すなわち「エージェント（代理人 - "agents"）」として）行動する場合 
  - この勢力、または
  - この勢力によって「大部分が管理または補助されている」人々[6]

そのような外国の支配下にある組織には、政治的代理人、広報顧問、広報代理人、情報サービス職員、政治コンサルタント、募金活動者、または米国政府のいかなる機関や官僚よりも外国の権力を代表する者が含まれる。
法律には、外国勢力が所有していないニュースまたは報道サービスは対象外としている。また、「宗教的、学術的、もしくは科学的な追求、または美術の分野」に従事する組織、および「主に外国の利益に奉仕しない」組織に対する明示的な免除を与えている。

## 例
外国政府に代わってロビー活動を行っている組織の例としては、日本政府観光局やオランダ観光協会も含まれている。
また、外国政府の意向を受けた「代理機関（Agent）」として、2017年にロシアのロシア・トゥデイ（RT）の米国内の関連会社に対しロシア政府の代理機関として登録、2018年には、中国の国営中国グローバルテレビジョンネットワーク（CGTN）が中国共産党の意向を受けた「外国の代理機関」として登録が命じられている